# Leucidia
Leucidia là một chi bướm ngày thuộc họ Pieridae. Chúng là loài bản địa của Nam Mỹ.

## Các loài
- Leucidia brephos (Hübner, [1809])
- Leucidia elvina (Godart, 1819)